# Raf Declercq
Raphaël (Raf) Jozef Declercq (Middelkerke, 29 april 1924 – Knokke-Heist, 30 september 2018) was een Belgisch politicus.

## Levensloop
Raf Declercq volgde klassieke humaniora in Oostende, waarna hij aan de Koloniale Hogeschool studeerde. Hij vestigde zich in Knokke-Zoute als handelaar en slotenmaker. Daar was hij medestichter en bestuurslid van het Algemeen Knoks Middenstandsverbond.
In 1941 werd hij tijdens de Duitse bezetting lid van het Algemeen Vlaamsch Nationaal Jeugdverbond, maar in 1942 verlengde hij uit voorzichtigheid zijn lidmaatschap niet. In 1957 werd hij politiek actief bij de Volksunie.
Van 1964 tot 1970 was hij gemeenteraadslid van Knokke. Nadat Knokke opging in de fusiegemeente Knokke-Heist, werd hij daar van 1971 tot 1996 gemeenteraadslid en van 1989 tot 1993 schepen. Tevens was hij van 1970 tot 1980 provincieraadslid van West-Vlaanderen.
In februari 1980 werd hij voor de Volksunie lid van de Kamer van volksvertegenwoordigers in het arrondissement Brugge. Hij vervulde dit mandaat tot in oktober 1985. Tijdens zijn parlementaire loopbaan interesseerde hij zich voornamelijk voor het gevangeniswezen, de middenstand, het toerisme en het statuut van de kunstenaar.
In de periode maart-oktober 1980 zetelde hij als gevolg van het toen bestaande dubbelmandaat ook in de Cultuurraad voor de Nederlandse Cultuurgemeenschap, die op 7 december 1971 werd geïnstalleerd. Vanaf 21 oktober 1980 tot oktober 1985 was hij lid van de Vlaamse Raad, de opvolger van de Cultuurraad en de voorloper van het huidige Vlaams Parlement.
Declercq overleed thuis te Knokke-Heist op 94-jarige leeftijd.

## Publicaties
- Het spel der ongebondenheid, 1955
- Stilte, 1962
- De memoires van een slotenmaker, Knokke-Heist, 2004.

Hij publiceerde ook verhalen over de naoorlogse repressietijd.